# Jan Komárek
Jan Komárek, SDB (7. února 1957 Zlín – 17. července 2019 Praha) byl český římskokatolický kněz, v letech 1999 až 2005 provinciál české salesiánské provincie.
Narodil se ve Zlíně, od dětství chodil do náboženství, od páté třídy začal ministrovat. Zároveň se závěrečným maturitním ročníkem absolvoval tajný noviciát. Po dvouleté základní vojenské službě začal studovat teologickou fakultu v Litoměřicích a 25. června 1983 byl vysvěcen v Olomouci na kněze. Působil v olomoucké arcidiecézi jako kaplan na Velehradě a poté jako farář v Blatnici pod sv. Antonínkem.
Po listopadu 1989 byl nejprve půl roku rektorem salesiánského kostela svatého Josefa v Ostravě. Následně v letech 1990 až 1998 působil jako magistr noviců. Následující dva roky vykonával službu vikáře provinciála. Provinciálem byl v letech 1999–2005. Po ukončení šestiletého funkčního období odešel do Fryštáku, nejprve jako ředitel zdejší salesiánské komunity, později jako ředitel Domu Ignáce Stuchlého. Od roku 2011 byl delegátem pro salesiánskou rodinu.